# Figolla

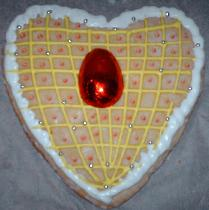
Figolla em forma de coração.

Figolla é um bolo de Páscoa tradicional da culinária de Malta.
O seu nome é possivelmente derivado da palavra figura, dadas as influências de algumas línguas latinas sobre a língua maltesa.
Na época da Páscoa, é possível encontrar este bolo nas montras das pastelarias maltesas. Na mesma altura, são também vendidos noutros tipos de lojas e também para ajudar instituições de caridade.
Antigamente, constituíam um doce sobretudo para crianças, moldados com formas humanas, de cestos, de peixe e de cordeiros, evocando a simbologia cristã. Com o passar do tempo, apareceram outras figuras, tais como patos, coelhos, carros, borboletas, sereias e futebolistas. Qualquer que seja a forma, os bolos são normalmente cobertos com açúcar vítreo e chocolate. Os bolos de tamanho maior apresentam, por vezes, ovos de Páscoa, verdadeiros ou de chocolate, decorados com papéis coloridos.
A massa pode incluir, entre outros ingredientes, margarina, farinha, açúcar, gemas de ovo, casca de limão, água, mel e pistáchio. O recheio pode incluir açúcar, amêndoas, laranja e claras de ovo. 
De acordo com a tradição, as crianças recebem o seu figolla no domingo de Páscoa, para recordarem a Ressurreição de Cristo.